# Alberto Matano
Alberto Matano (Catanzaro, 9 settembre 1972) è un giornalista, autore televisivo e conduttore televisivo italiano.

## Biografia
Negli anni dell'università comincia a scrivere sul quotidiano Avvenire, poi, dopo la laurea in giurisprudenza (conseguita presso la Sapienza nel 1995), collabora con l'agenzia televisiva Rete News a Montecitorio. Nel 1996 supera la selezione per la Scuola di giornalismo radiotelevisivo di Perugia.
La carriera televisiva comincia nel 1998 all'Agenzia ANSA nella redazione di Bloomberg Television. Diventa giornalista professionista nel gennaio 1999. Il primo contratto in Rai è al Giornale Radio, qui segue i principali avvenimenti della politica italiana e i vertici istituzionali e diventa giornalista parlamentare ASP.
Nel 2007 Gianni Riotta lo chiama al TG1. Qui continua a seguire la cronaca politico-parlamentare e ottiene la nomina a caposervizio della Redazione Interni. Dal 2013 al 2019 conduce l'edizione delle 20:00.
Nel 2012 fa parte del cast di Unomattina Estate. L'anno successivo approda prima al telegiornale delle 13:30, poi all'edizione delle 20:00 e diventa il conduttore di Speciale TG1 in diretta.
Ha condotto molte edizioni straordinarie e dirette del TG1 (tra le altre: la nascita del governo Monti, le conferenze stampa di fine anno del Presidente del Consiglio dei ministri Matteo Renzi nel 2014 e nel 2015, la telecronaca del giuramento del presidente della Repubblica Sergio Mattarella, quelle sull'attacco alla redazione di Charlie Hebdo a Parigi e sulla strage di Sousse in Tunisia, le cerimonie di apertura e chiusura di Expo 2015, lo speciale in prima serata sulla strage di Nizza con l'annuncio in diretta del colpo di Stato in Turchia).
Conduce l'edizione 2015 del Premio giornalistico Marco Luchetta e I nostri angeli da Trieste. Sempre su Rai 1 ha presentato dal 2015 al 2017 il programma Nostra madre Terra da Assisi e dal 2016 presenta il Premio di giornalismo Biagio Agnes da Sorrento, prima con Francesca Fialdini e poi con Mara Venier.
Sulla stessa rete conduce TG1 Referendum, sei puntate in access prime time con un confronto tra diversi esponenti politici sul referendum costituzionale del 2016.
Successivamente diventa autore e conduttore di Sono innocente, docufiction che racconta le storie di persone arrestate ingiustamente in onda su Rai 3, in prima serata, dal 7 gennaio 2017. Il programma verrà rinnovato anche per una seconda edizione, in onda nel 2018.
Dal settembre 2017 ogni sabato su Rai Radio 2 interviene nel programma Miracolo italiano con Laura Piazzi e Fabio Canino.
Nel marzo 2018 viene pubblicato per Rai Eri il suo primo libro Innocenti - Vite segnate dall'ingiustizia, nel quale vengono approfondite le vicende giudiziarie di alcuni dei protagonisti della trasmissione Sono innocente.
Durante i mesi di febbraio e marzo 2019, viene richiamato a Rai 3 per condurre un late show di intrattenimento: Photoshow. Archiviato il programma, partecipa a diverse puntate della quattordicesima edizione di Ballando con le stelle su Rai 1, in qualità di opinionista, alternandosi con altri colleghi.
Nella stagione 2019-2020 conduce il contenitore pomeridiano di Rai 1 La vita in diretta, in coppia con Lorella Cuccarini. I due conduttori guidano la trasmissione durante i difficili mesi di lockdown andando in onda anche nel segmento tra le 14:00 e le 15:40.
Il 27 giugno 2020, prima dell'ultima puntata, appresa la decisione di Rai 1 di non riconfermarla per l'anno successivo, la Cuccarini in una lettera alla redazione, senza alcun riferimento esplicito, sostiene di essere stata vittima di maschilismo da parte di un collega. In seguito, un gruppo di donne del programma si schierano a difesa di Matano riconoscendone la professionalità.
Dal settembre 2020 Matano continua la conduzione di La vita in diretta, questa volta in solitaria e con il ruolo di capo autore; continua anche a far parte del cast dello show Ballando con le stelle, in qualità di opinionista.
Il 28 ottobre 2021 durante la conduzione de La vita in diretta, commentando l'applauso dei senatori dopo la votazione negativa del ddl Zan, dichiara commosso come anche lui da giovane sia stato vittima di omofobia.
Il 21 novembre 2023 viene nominato dalla Rai vice direttore dell'intrattenimento Daytime.
Il 26 novembre 2024 esce il suo primo romanzo, Vitamia, edito da Mondadori. Nello stesso anno recita un cameo nel quarto episodio della serie The Bad Guy 2 su Prime Video.

## Vita privata
Nel 2022, in un'intervista al Corriere della Sera, dichiara di avere un compagno e di volersi sposare; l'11 giugno dello stesso anno, i due si uniscono civilmente.

## Programmi televisivi
- TG1 (Rai 1, 2007-2019)
  - Speciale Tg1 (Rai 1, 2013-2019)
  - Tg1 Referendum (Rai 1, 2016)
  - Tg1 - La notte delle elezioni (Rai 1, 2018)
- Unomattina Estate (Rai 1, 2012)
- Techetechetè (Rai 1, 5 luglio 2015)
- I Nostri Angeli - Premio Luchetta (Rai 1, 2015)
- Nostra Madre Terra (Rai 1, 2015-2017)
- Premio Biagio Agnes (Rai 1, dal 2016)
- Sono innocente (Rai 3, 2017-2018)
- La vita è meravigliosa - Mettici il cuore (Rai 1, 2018)
- Photoshow (Rai 3, 2019)
- Ballando con le stelle (Rai 1, dal 2019) opinionista
  -  Sognando... Ballando con le stelle (Rai 1, 2025)
- La vita in diretta (Rai 1, dal 2019)
  - La vita in diretta Sabato (Rai 1, 2023)
  - Oscars - La notte in diretta (Rai 1, 2024-2025)
- Telethon (Rai 1, 2019-2020)
- A grande richiesta - Non sono una signora (Rai 1, 2021)

## Radio
- Giornale Radio Rai (Radio Rai, 1999-2007)
- Miracolo italiano (Rai Radio 2, 2017-2020)

## Opere
- Innocenti. Vite segnate dall'ingiustizia, Roma, Rai Libri, 2018. ISBN 9788839717450
- Vitamia, Roma, Mondadori, 2024. ISBN 9788804786511

## Eventi
- Premio Marco Luchetta (2015)